# غباله
غباله (به عربی: غبالة) یک شهرداری در الجزایر است که در استان جیجل واقع شده‌است.
 غباله  ۵٬۲۲۸ نفر جمعیت دارد.